# Here's Little Richard
Here's Little Richard är den amerikanska rock and roll- och rhythm and bluessångaren Little Richards debutalbum, utgivet den 4 mars 1957. Albumet kan närmast ses som ett samlingsalbum då flera sånger på albumet tidigare släppts som singlar, bland annat "Tutti Frutti", "Long Tall Sally", "Rip It Up" och "Ready Teddy". År 2003 rankade musiktidningen Rolling Stone albumet på plats 50 på listan "The 500 Greatest Albums of All Time". Albumet finns med i boken 1001 album du måste höra innan du dör och finns även med på listan över de "100 bästa och mest inflytelserika albumen" av tidskriften Time.

## Låtlista
| 1. | "Tutti Frutti"                  | Richard Penniman, Dorothy LaBostrie, Joe Lubin          | 2:25 |
| 2. | "True Fine Mama"                | Richard Penniman                                        | 2:43 |
| 3. | "Can't Believe You Wanna Leave" | Leo Price                                               |      |
| 4. | "Ready Teddy"                   | Robert Blackwell, John Marascalco                       | 2:09 |
| 5. | "Baby"                          | Richard Penniman                                        | 2:06 |
| 6. | "Slippin' and Slidin'"          | Richard Penniman, Edwin Bocage, Al Collins, James Smith | 2:42 |

| 7.           | "Long Tall Sally" | Richard Penniman, Robert Blackwell, Enotris Johnson | 2:10  |
| 8.           | "Miss Ann"        | Richard Penniman, Enotris Johnson                   | 2:17  |
| 9.           | "Oh Why?"         | Winfield Scott                                      | 2:09  |
| 10.          | "Rip It Up"       | Robert Blackwell, John Marascalco                   | 2:23  |
| 11.          | "Jenny, Jenny"    | Richard Penniman, Enotris Johnson                   | 2:04  |
| 12.          | "She's Got It"    | Richard Penniman, John Marascalco                   | 2:26  |
| Total längd: | Total längd:      | Total längd:                                        | 28:30 |

### Bonusspår
| 13.          | "Baby" (demo)                                                  | Richard Penniman | 4:22  |
| 14.          | "All Night Long" (demo)                                        | Richard Penniman | 2:49  |
| 15.          | "Interview with Specialty Records Founder Art Rupe" (pratspår) | –                | 9:13  |
| Total längd: | Total längd:                                                   | Total längd:     | 44:14 |

## Medverkande
- Little Richard – sång, piano
- Edgar Blanchard – gitarr
- Frank Fields – kontrabas
- Earl Palmer – trummor
- Lee Allen – tenorsaxofon
- Alvin Tyler – barytonsaxofon

### Övriga medverkande
- Robert Blackwell – producent

## Topplistor
| År   | Topplista            | Position |
| ---- | -------------------- | -------- |
| 1957 | Billboard Pop Albums | 13       |

### Singelskivor
| År   | Singel            | Topplista               | Position |
| ---- | ----------------- | ----------------------- | -------- |
| 1955 | "Tutti Frutti"    | Billboard Black Singles | 2        |
| 1955 | "Tutti Frutti"    | Billboard Pop Singles   | 21       |
| 1956 | "Long Tall Sally" | Billboard Black Singles | 1        |
| 1956 | "Long Tall Sally" | Billboard Pop Singles   | 6        |
| 1956 | "Ready Teddy"     | Billboard Black Singles | 8        |
| 1956 | "Ready Teddy"     | Billboard Pop Singles   | 44       |
| 1956 | "Rip It Up"       | Billboard Black Singles | 1        |
| 1956 | "Rip It Up"       | Billboard Pop Singles   | 17       |
| 1957 | "Jenny, Jenny"    | Billboard Black Singles | 2        |
| 1957 | "Jenny, Jenny"    | Billboard Pop Singles   | 10       |
| 1957 | "Miss Ann"        | Billboard Black Singles | 6        |
| 1957 | "Miss Ann"        | Billboard Pop Singles   | 56       |
| 1957 | "True Fine Mama"  | Billboard Black Singles | 15       |
| 1957 | "True Fine Mama"  | Billboard Pop Singles   | 68       |